# Sándor Urbanik
Sándor Urbanik (* 15. Dezember 1964 in Esztergom) ist ein ehemaliger ungarischer Leichtathlet, der im Gehen erfolgreich war. Er gewann eine Bronzemedaille bei Halleneuropameisterschaften.

## Sportliche Karriere
Sándor Urbanik startete für den Tatabányai SC und für den Békéscsabai AC. Er wurde von 1986 bis 1995 ungarischer Meister im 20-km-Gehen, 2000 und 2001 folgten zwei weitere Titel auf dieser Distanz. Im 50-km-Gehen siegte er 1996 und 2001. Hinzu kamen sieben Hallentitel im 5000-Meter-Bahngehen, das allerdings von 1995 bis 2002 nicht ausgetragen wurde.
Bei den Europameisterschaften 1986 in Stuttgart kamen über 20 Kilometer 16 von 22 Gehern in die Wertung. Urbanik wurde in 1:31:40 Stunden 15. mit zehn Minuten Rückstand auf die Medaillenränge. 1987 wurde Urbanik bei den Halleneuropameisterschaften in Liévin Vierter über 5000 Meter mit etwas über zwei Sekunden Rückstand auf den Drittplatzierten. Zwei Wochen später wurde er Sechster bei den Hallenweltmeisterschaften in Indianapolis. Im August bei den Weltmeisterschaften in Rom erreichte er das Ziel als 22. mit sechs Minuten Rückstand auf die Medaillengewinner. 1988 bei den Halleneuropameisterschaften in Budapest siegte Jozef Pribilinec aus der Tschechoslowakei vor seinem Landsmann Roman Mrázek, eine Sekunde hinter Mrázek erkämpfte Urbanik die Bronzemedaille mit drei Sekunden Vorsprung vor dem Viertplatzierten. Ein halbes Jahr später bei den Olympischen Spielen in Seoul wurde Urbanik in 1:23:18 Stunden 21. mit drei Minuten Rückstand auf den Drittplatzierten. Urbanik startete in Seoul auch über 50 Kilometer, gab aber auf der Strecke auf.
1989 bei den Halleneuropameisterschaften in Den Haag erreichte Urbanik das Ziel als Fünfter mit sieben Sekunden Rückstand auf den Dritten. Zwei Wochen später bei den Hallenweltmeisterschaften in Budapest fehlten ihm als Viertem 0,7 Sekunden zur Bronzemedaille. 1990 bei den Europameisterschaften in Split trat Urbanik wie 1988 in Seoul auf beiden Distanzen an. Über 20 Kilometer wurde er 15. in 1:25:19 Stunden. Über 50 Kilometer gab er drei Tage später auf. 1991 bei den Hallenweltmeisterschaften in Sevilla erreichte Urbanik das Ziel als Sechster mit 24 Sekunden Rückstand auf die Medaillenränge. Im August 1991 bei den Weltmeisterschaften in Tokio startete Urbanik nur über 20 Kilometer. In 1:21:57 Stunden war er als 14. anderthalb Minuten langsamer als der Drittplatzierte. Im Jahr darauf bei den Olympischen Spielen in Barcelona kamen 32 Geher in die Wertung. In 1:26:08 Stunden hatte Urbanik als Achter drei Minuten Rückstand auf den Drittplatzierten.
1993 bei den Weltmeisterschaften in Stuttgart kam Urbanik in 1:24:40 Stunden als Zehnter ins Ziel, anderthalb Minuten nach den Medaillengewinnern. Im Jahr darauf bei den Europameisterschaften 1994 in Helsinki wurde er in 1:22:49 Stunden Achter mit zwei Minuten Rückstand auf den Drittplatzierten. Bei den Weltmeisterschaften 1995 in Göteborg versuchte sich Urbanik im 50-km-Gehen, gab aber wie 1988 und 1992 auf. 1996 bei den Olympischen Spielen in Atlanta trat Urbanik wieder über 20 Kilometer an und erreichte das Ziel als 13. in 1:22:18 Stunden. Der elftplatzierte Spanier Daniel Plaza wurde später disqualifiziert.
1997 bei den Weltmeisterschaften in Athen belegte Urbanik den 25. Platz mit fast fünf Minuten Rückstand auf die Medaillenränge. 1998 war Budapest Austragungsort der Europameisterschaften. In 1:22:12 Stunden wurde Urbanik Fünfter mit 33 Sekunden Rückstand auf den drittplatzierten Spanier Francisco Javier Fernández. Bei den Weltmeisterschaften 1999 in Sevilla gab Urbanik auf. Bei seiner vierten Olympiateilnahme 2000 in Sydney kam Urbanik in 1:26:16 Stunden auf den 29. Platz, sieben Minuten hinter den Medaillengewinnern.
Nach den Olympischen Spielen 2000 kam Urbanik bei internationalen Meisterschaften nicht mehr in die Wertung.

## Bestzeiten
- 20 km Straßengehen: 1:20:41 Stunden, 19. April 1997 in Poděbrady
- 50 km Straßengehen: 3:48,41 Stunden, 24. März 2001 in Dudince
- 5000 Meter Bahngehen (Halle): 18:34,77 Minuten, 5. März 1989 in Budapest

## Familie
Sándor Urbanik ist mit der dreimaligen Olympiateilnehmerin im Gehen Mária Urbanik, geb. Rosza, verheiratet.